# قراءة الخيال العلمي
قراءة الخيال العلمي هي عبارة عن مجموعة من 22 مقالة قصيرة قام بتحريرها جيمس جون ومارلين إس. بار وماثيو كانديلاريا. تستكشف المجموعة مجموعة واسعة من المقاربات النظرية لدراسة الخيال العلمي، مثل الدراسات الجنسانية وما بعد الاستعمار والهيكلية. يشير المؤلفون إلى الوسائط المختلفة التي ظهر من خلالها الخيال العلمي، بما في ذلك الأدب والسينما والتلفزيون، بالإضافة إلى ألعاب الفيديو لتعريف الخيال العلمي كنوع، وتتبع أصوله، وكذلك موازاته مع المجتمع المعاصر.

## الأقسام
- مقدمة - جيمس غن

### الجزء الأول: خرائط الخيال العلمي
- تعريف الخيال العلمي - اريك س. رابكين
- ما هو الخيال العلمي - وكيف نما - بروس فرانكلين
- الاستراتيجيات السردية في الخيال العلمي - براين ستابفورد
- لا يوجد شيء مثل الخيال العلمي - شيريل فينت ومارك بولد

### الجزء الثاني: الخيال العلمي والثقافة الشعبية
- أفلام الخيال العلمي: عداء العين والأفكار - جورج.زابرويسكي
- حلقة الملاحظات - مايكل كاسوت
- أجهزة الكمبيوتر في الخيال العلمي - بروكس لاندون
- عبر التسميد أو صدفة؟ الخيال العلمي وألعاب الفيديو - أورسون سكوت كارد

### الجزء الثالث: المناهج النظرية للخيال العلمي
- .الجنس هو مشكلة يمكن حلها - جين دوناويرث
- الماركسية والخيال العلمي - كارل فريدمان
- قراءة الخيال العلمي مع نظرية ما بعد الاستعمار - ماثيو كانديلاريا
- مواجهة الخيال العلمي الدولي من خلال عدسة أمريكا اللاتينية - روبرتو دي سوزا كوزو

### الجزء الرابع: قراءة الخيال العلمي في الفصل
- قراءة الخيال العلمي كخيال علمي جيمس غن قراءة جوان روس في السياق: العلوم، ويوتوبيا وما بعد الحداثة –جان كورتيل 
محادثة قراءة الخيال العلمي متعدد التخصصات مع العلوم والتكنولوجيا –دوغ ديفيس وليزا يزك

### الجزء الخامس: الخيال العلمي والتخصصات المتنوعة
الخيال العلمي في علم الأعصاب –جوزيف دي ميلر
الفيزياء من خلال الخيال العلمي غريغوري بنفورد
الخيال العلمي وعلم الأحياء –باميلا سارجنت
الخيال العلمي والفلسفة –جيمس غن.
الخيال العلمي والإنترنت –بروس ستيرلنج 
قراءة الخيال العلمي كمفكرة مارلين س .بار

## استقبال
تم الإشادة بالعديد من مقالات المجموعة ولكن تلقت انتقادات لعدم تمكن الطلاب الجدد من الوصول إلى الخيال العلمي.